# Loretokapelle (Oberglogau)

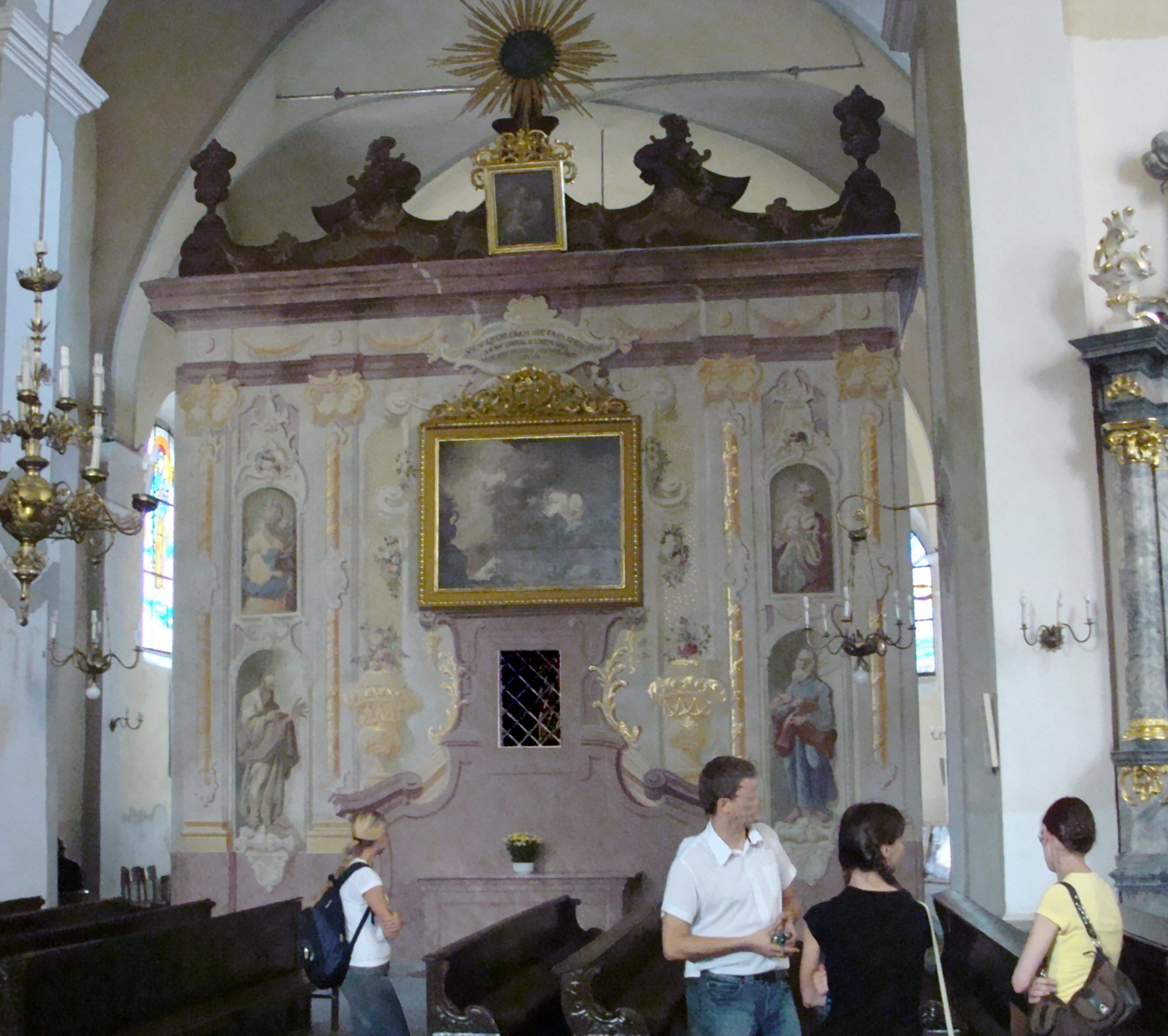
Die Loretokapelle

Die Loretokapelle, oder das Loretohaus, ist eine barocke Nachbildung des Heiligen Hauses (Casa santa) von Loreto innerhalb der Franziskanerkirche (Minoritenkirche) im oberschlesischen Oberglogau.

## Geschichte
Die Kapelle wurde von Reichsgraf Johann Georg III. von Oppersdorff gestiftet und von 1630 bis 1634 errichtet. Sie wurde nach Zeichnungen von Georg III. erbaut, die er während seiner Reisen nach Loreta anfertigte. Die Kapelle stand ursprünglich außerhalb der Kirche, an deren Nordseite. Als die Kirche 1636 durch Graf Georg III. ausgebaut wurde, wurde die Loretokapelle in die Erweiterungen einbezogen, wodurch sie sich innerhalb der Kirche befand.